# Paniegekko madjo
Paniegekko madjo — вид геконоподібних ящірок родини диплодактилідів (Diplodactylidae). Ендемік Нової Каледонії.

## Поширення і екологія
Paniegekko madjo мешкають на схилах гір Ігнамбі й Паньє на північному сході Нової Каледонії. Вони живуть у гірських тропічних лісах, на висоті понад 850 м над рівнем моря. Ведуть нічний, деревний спосіб життя: вдень ховаються під корою або в тріщинах серед деревини і скель.

## Збереження
МСОП класифікує цей вид як такий, що перебуває на межі зникнення. Paniegekko madjo загрожує знищення природного середовища та хижацтво з боку інтродукованих тварин.